# Tuněchody
Tuněchody település Csehországban, a Chrudimi járásban. Tuněchody Chrudim, Úhřetice, Pardubice és Ostřešany településekkel határos. Lakosainak száma 618 fő (2024. január 1.).

## Népesség
A település lakosságának változását az alábbi diagram mutatja:
| Lakosok száma | 683  | 830  | 781  | 674  | 621  | 592  | 625  | 606  | 614  | 618  |
|               | 1869 | 1900 | 1921 | 1961 | 1980 | 2011 | 2016 | 2019 | 2021 | 2024 |